# Hochschulschrift
Als Hochschulschrift, Graduierungsarbeit, Qualifikationsschrift oder Qualifikationsarbeit wird im deutschsprachigen Raum ein wissenschaftlicher Text bezeichnet, der als „Bestandteil einer Hochschulprüfung und zur Erlangung eines akademischen Grades“ verfasst wurden. Dazu gehören: Bachelorarbeiten, Diplomarbeiten, Masterarbeiten, Magisterarbeiten, Examensarbeiten, Lizenziatsarbeiten, Dissertationen und Habilitationsschriften. In einem Verlag erschienene Ausgaben werden bibliografisch genauso behandelt wie „echte“ Hochschulschriften (ohne Verlag oder verlegende Körperschaft – dann unter Angabe der Hochschule). Unter „echten“ Hochschulschriften versteht man die Arbeiten, wie sie zur Prüfung eingereicht werden.
Die wichtigsten Hochschulschriften sind Dissertationen und Habilitationsschriften, da diesen eine eigenständige Forschungsarbeit zugrunde liegen muss. Dissertationen unterliegen dabei in Deutschland einer Publikationspflicht. Wenn die Promotionsordnung es zulässt, kann die Publikation dabei auch in elektronischer Form erfolgen. Häufig werden sie (und auch viele Habilitationsschriften) zu einem späteren Zeitpunkt in einem Verlag publiziert. Für Habilitationsschriften gelten andere Regelungen, eine allgemeine Publikationspflicht besteht hier nicht.
Nicht alle Hochschulschriften müssen publiziert (und können damit bibliografisch erfasst) werden. Dies regeln die jeweiligen Prüfungsordnungen der Hochschulen. In Österreich schreibt das Universitätsgesetz 2002 vor, dass die Arbeit veröffentlicht werden muss – bei Diplomarbeiten ist ein gedrucktes Exemplar in der Universitätsbibliothek aufzustellen. Die vorgeschriebene Mindestzahl der Publikationsexemplare für Dissertationen regelt ebenfalls die jeweilige Prüfungsordnung. Bei Selbstpublikation muss die Anzahl der Pflichtexemplare (60 oder 80 Stück) der Hochschule bzw. Universitätsbibliothek zur Verfügung gestellt werden. Sie wird jedoch für Nachwuchswissenschaftler, die eine Hochschulkarriere anstreben, nicht empfohlen. Bei Druck und Vertrieb durch einen Verlag ist auf die in der Promotionsordnung festgelegte Mindestzahl der Exemplare zu achten, die häufig 150 Stück beträgt. Davon ist eine Zahl an Belegexemplaren (zwischen 3 und 10) beim Dekanat bzw. Prüfungsamt zu hinterlegen. Eine Variante davon ist Book-on-Demand – das Buch wird erst gedruckt, wenn Interessenten vorhanden sind und die Lagerkosten werden dadurch verringert. Wird ein Verlag genutzt, erhält die Arbeit eine ISBN und ist über den Buchhandel vom Verlag erhältlich.
Dissertationen und Habilitationsschriften werden zunehmend online publiziert. Auf den sogenannten Hochschulschriftenservern (auch Repositorien genannt) der Hochschulbibliotheken werden häufig auch weitere wissenschaftliche Arbeiten bereitgestellt.

## Deutschland
Hochschulbibliotheken liefern Dissertationen und – soweit sie sie erhalten – Habilitationsschriften bei der Deutschen Nationalbibliothek ab, die sie in ihrer Reihe H registriert: Reihe H – Hochschulschriften. Dissertationen und Habilitationsschriften deutscher Hochschulen und deutschsprachige Dissertationen und Habilitationsschriften des Auslandes, unabhängig von ihrer Erscheinungsform. Hauptteil mit Register, erscheint monatlich (DNB-Website). Die online abgelieferten Hochschulschriften sind als Netzpublikationen mit ihren Metadaten im OPAC der Deutschen Bibliothek aufzufinden.